# Halásztelek
Halásztelek (bolgárul: Халастелек) város Pest vármegyében, a Szigetszentmiklósi járásban, a budapesti agglomerációban.

## Fekvése
A Csepel-sziget északi részén, a Duna bal partján található, annak Érddel szemben elterülő oldalán. Dél felől a tököli repülőtér határolja.
Az M0-s autóútról Lakihegy érintésével közelíthető meg, az 5101-es úton; területét érinti még az 5102-es is.
A Csepel-sziget déli csúcsának három, Ráckevétől délre eső faluját leszámítva a sziget egyetlen olyan települése, amely csak közúton közelíthető meg, kötött pályás közlekedéssel (HÉV-vel) nem.

## Története
A mai település területén már a kőkorszakban is élt ember. Ezt a Duna közeléből előkerült lelet bizonyítja. Bár a 20. század elején találtak bronzkori emlékeket a későbbi Savanyító út magasságában, a Dunánál, Halásztelek északi részén, az ezredforduló utáni próbaásatások sem ennek a népnek, sem a Csepel-szigeten a rézkor végén, körülbelül az i. e. 3800-3700 években őket felváltó, jellegzetes edényeikről „harang alakú edények” népének nevezett emberek megtelepedését nem igazolták a mai település területén. A területen jeges és őszi árvizek által időről-időre lakhatatlanná tett kis szigetek, állandó, valamint időszaki vízátfolyások által szabdalt sűrű erdő volt akkor, így nem valószínű, hogy hosszabb időre emberek telepedtek volna meg a honfoglalás előtt.
A mai Halásztelek területe a Duna gyakori áradásai miatt a rómaiak számára is túl veszélyes lehetett, bár a legújabb kutatások szerint a mai település északi részén római kori út vezetett keresztül. Az rövidebb ideig tartó jelenlétre utal, hogy az 1930-as években római kori faragott köveket találtak egy gyökérpusztai kút ásásakor. Attila, a hunok királya a Duna túlsó partján, a mai Érd közeléből indíthatta támadását egy római erődítmény ellen, amely a mai Százhalombatta helyén állt.
A honfoglaló magyarok a Csepel-szigetet nyári szálláshelyként használták. Így létesült Szőlős, Háros és Tököl. (A három honfoglalás kori településből ma már csak Tököl létezik. Halásztelek Tökölről vált le.)
A Halásztelek elnevezés az 1700-as években tűnik fel először. A nagy árvizek hosszú időre lakatlanná tették a vidéket, amelyen a XIX. századra telepedtek meg ismét, amikor már Tököl külterületének számít a terület.
A mai település területének összlakossága az 1800-as évek végén alig haladta meg az 50 főt.
Nevét Wahrmann Mór birtokos adta, aki lánya után Herminamajornak nevezte el a területet, így a később betelepülők is Herminatelepként emlegették.
A terület következő birtokosa Sándor Pál volt, a dinnyetermesztő. A gazdaság föllendülésével a lakosság száma is megnövekedett, 1920-ban már 254 fős lett a Tököl külterületeként nyilvántartott telep. Hamarosan újra gazdát cserélt a mai település területe, mégpedig a felvidékről származó Malonyay család lett az új birtokosa. Kastélya híres lett estélyeiről. A nagy gazdasági világválság miatt a lótenyésztéssel is foglalkozó Malonyay tönkrement, és időközben számos neves család telepedett itt meg, s a birtok nagy része Semény Jenőé lett. Az I. világháború utáni recesszió neki sem kedvezett, 1926-ban az egykori majort felparcellázták. A maradék törzsbirtokot Füzesséry István kapta meg vitézi telekként. Őt Stein Emil követte, aki tulajdonosként barackfákkal ültette tele a birtok egy részét, amit mind a mai napig barackosnak hívnak, bár már házak állnak a barackfák helyén. A háborúban hadiüzem létesült a csepeli WM üzem felügyelete alatt, amelyet Kisgyárnak neveznek. A telep súlyos bombakárokat szenvedett 1944-ben, amikor a szomszédos Dunai repülőgépgyárat vonta szőnyegbombázás alá az amerikai légierő. A előrenyomuló szovjet csapatok és az ellenük telepített német aknák szintén számos áldozatot követeltek.
A háború után elkezdték a földosztást, amit többek között a csepeli gyárak dolgozói, valamint az Alföldről és messzi vidékekről betelepülők, többek között bolgár családok vásároltak meg, akik a mai napig ott élnek. (Az ott élő bolgárok tiszteletére látható a Halásztelek tábla magyar és cirill betűkkel az utak mentén). A közegészségügy megteremtésére a negyvenes évek végén a tököli tanács állandó orvost nevezett ki dr. Bácsujlaki Dezső személyében.
1944-ben Tököl városa határozatban döntött az utcák elnevezéséről, heti rendszerességgel kijáró hivatali szervekről és állandó népiskola megnyitásáról. Az iskolai oktatás ebben az évben meg is kezdődött a tanító, Szabados Mária lakásán (a mai „Kisiskola”) akkor még egy osztályban. Pár évvel később már két osztályt indítottak, és a falu különválása idején már közadakozásból épített külön iskolaépület állt a tanításra.
A II. világháborút követően egyre népesebb lett a település. Főleg Zala, Szabolcs-Szatmár-Bereg, Jász-Nagykun-Szolnok és Hajdú-Bihar megyei lakosok költöztek ide. 1949-re 1401 fő lett a lakosok száma.
A háború után a szovjet hadsereg segítségével visszakerültek a gépek a volt Kisgyár épületébe. Itt kezdte meg működését 1950-ben a Mintagépgyár 1954-ben a Mintagépgyár átalakult Szerszámgépipari Fejlesztő Intézetté.
1950. március 1-jén önálló község lett Herminatelep néven. A Halásztelek nevet 1951-ben vette fel. Kezdetben a lakosság száma 1500 fő körül mozgott, de Budapest közelsége révén ez gyorsan megduplázódott.
Az elkövetkező időkben megindult a falu infrastrukturális fejlődése is. A BKV külön autóbuszjáratokat indított már az 1950-es évek elejétől 38-as néven, mely az 1960-as években további három viszonylattal bővült (38/A, 38/B, és "piros 38-as"). A lakosságszám növekedésével megkezdődött a modernizáció is.
1964-ben megalakították 509 taggal a Halásztelek Ivóvíz Társulatot. A községben közkutak, tűzcsapok jöttek létre. Megkezdték a családi házak vízvezetékeinek bekötéseit is, valamint felvetődött a csatornahálózat kiépítése, amely elkészülte után lehetőséget teremtett lakótelepi rendszerű lakásépítésre is. Ezt 1968-ban, az OTP által épített lakásokkal kezdték, majd folytatták a SZIMFI lakóteleppel. Az 1960-as évek végére a barackos területe lecsökkent, helyét utcák, házak vették át. Javult a közellátottság, a Kisgyár elnyerte mai formáját, felépült két új iskola és templom. az 1970-es évek közepén a lakások 70%-ában volt már vezetékes ivóvíz és elektromos áram. Ebben az időben kezdték meg a településen a telefonos hálózat kiépítését is.
Az 1970-es évek az oktatásban komoly fordulatot hoztak. 1971-ben megnyílt Kertészeti Szakiskola (ma: Bocskai István Református Középiskola), és elkezdődött egy új, korszerű általános iskola építése is.

### A rendszerváltás után
A rendszerváltás után megszűntek a BKV-buszjáratok (38, 38, 38A), a forgalmukat a Volánbusz vette át. Viszont kiépült a csatornahálózat, és majdnem 100%-ra nőtt a burkolt utak aránya.
1996-ban a település első képviselő-testülete állami kitüntetést vehetett át Göncz Árpádtól ezek elismeréséül.
Kitüntetést kaptak többek között:
- Stoffán Antal polgármester
- Deák János Árpád önkormányzati képviselő és
- Kirnyán József önkormányzati képviselő

Az 1990-es évek végétől egyre többen költöztek az agglomerációba, így Halásztelekre is. Ez óriási népességnövekedést jelentett, és ennek köszönhetően megnövekedett a reggeli dugók száma. Ennek kiküszöbölésére kidolgozták a Csepel-szigeti gerincút tervét, melyet minden helyi országgyűlési képviselő szívesen említ programjában, de sajnos 2010-ig csak ígérgetésként hangzott. A gerincút megépítése a tököli repülőtér fejlesztésének céljaira 2011-ben készült el. A gerincút nyomvonala a Csepel-sziget déli területeinek feltárásához logikus tököli leágazási csomópont helyett Halásztelek és Szigetszentmiklós határán kialakított körforgalomba csatlakozik be, így optimális helyen tárja fel a tököli repülőteret. A Csepel-szigeti gerincutat 2011-ben adták át.
Halásztelek 2008. július 1-jén városi rangot kapott.

## A mai Halásztelek
Halásztelek folyamatosan bővülő, csendes kisváros. Az elmúlt években rengeteg fejlesztés valósult meg. A Hunyadi Mátyás Iskola új épületszárnyat kapott, új zeneiskola termekkel, könyvtárral és koncertteremmel. Felújítottak és létesítettek új parkokat, ezzel növelve a zöldterületeket. A Sportcentrumban létesítettek új műfüves focipályát, kibővítették a játszóteret és kicserélték az óvodák és iskolák nyílászáróit.
Halászteleken egy sor programlehetőséggel várják a lakókat és látogatókat. Legsikeresebb rendezvények a minden évben megtartott Halásztelki Mesenapok, a Szent László-nap, a Nemzetközi Zenetábor, a szüreti felvonulás és a bolgár nap.
Az idelátogatók kipróbálhatják az itteni éttermeket, megtekinthetik a híres Malonyai-kastélyt, a Bolgárkereket vagy az organikus építészet 1980-as évek elején épült remekművét, a Csete György tervei alapján készült ősi magyar jurta alakú Árpád-házi Szent Erzsébet-templomot. Érdemes ellátogatni a szombatonként tartott termelői piacra vagy pihenni a csendes, nyugodt parkokban.

## Közélete

### Polgármesterei
- 1990–1994: Stoffán Antal (független)[5]
- 1994–1998: Stoffán Antal (független)[6]
- 1998–2002: Stoffán Antal (független)[7]
- 2002–2006: Stoffán Antal (független)[8]
- 2006–2010: Szentgyörgyi József (MSZP-Sikeres Halásztelekért Egyesület)[9]
- 2010–2014: Szentgyörgyi József (MSZP)[10]
- 2014–2019: Szentgyörgyi József (MSZP-DK–Együtt-PM)[11]
- 2019–2024: Szabó Tibor (Fidesz–KDNP)[12]
- 2024– : Nagy Barnabás (Fidesz–KDNP)[1]

### Alpolgármesterei
- 2014–2019: Stefanik Zsolt (MSZP)
- 2019–2024: Nagy Barnabás (Fidesz–KDNP)

## Népesség
A település népességének változása:
| Lakosok száma | 9183 | 9305 | 10 581 | 11 694 | 12 078 | 11 896 | 12 072 |
|               | 2013 | 2014 | 2018   | 2021   | 2022   | 2023   | 2024   |

A 2011-es népszámlálás során a lakosok 84,9%-a magyarnak, 0,9% bolgárnak, 0,7% cigánynak, 0,9% németnek, 0,5% románnak mondta magát (14,9% nem nyilatkozott; a kettős identitások miatt a végösszeg nagyobb lehet 100%-nál). A vallási megoszlás a következő volt: római katolikus 24,8%, református 11,3%, evangélikus 0,9%, görögkatolikus 3,7%, felekezeten kívüli 25,1% (31,4% nem nyilatkozott).
2022-ben a lakosság 89,4%-a vallotta magát magyarnak, 0,8% németnek, 0,6% bolgárnak, 0,5% románnak, 0,5% cigánynak, 0,2% lengyelnek, 0,2% ukránnak, 0,1-0,1% ruszinnak, horvátnak, szerbnek, görögnek és örménynek, 4,4% egyéb, nem hazai nemzetiségűnek (10,3% nem nyilatkozott; a kettős identitások miatt a végösszeg nagyobb lehet 100%-nál). Vallásuk szerint 20,4% volt római katolikus, 10,7% református, 3,2% görög katolikus, 0,7% evangélikus, 0,3% ortodox, 1,5% egyéb keresztény, 0,7% egyéb katolikus, 19,6% felekezeten kívüli (42,4% nem válaszolt).

## Közlekedés
Halásztelek az M0-s autóútról Lakihegy érintésével közelíthető meg. Szigethalomról, Csepelről és Lakihegyről a II. Rákóczi Ferenc úton haladva közelíthető meg.
A Csepel-szigeti gerincutat 2012-ben adták át, melyen Szigethalomtól Csepelig lehet eljutni Halásztelek és Lakihegy kikerülésével.
Halásztelket Csepelről a Volánbusz 688-as és 690-es jelzésű gyorsjárattal lehet megközelíteni, ez utóbbi Szigethalomig közlekedik.

## Nevezetességei

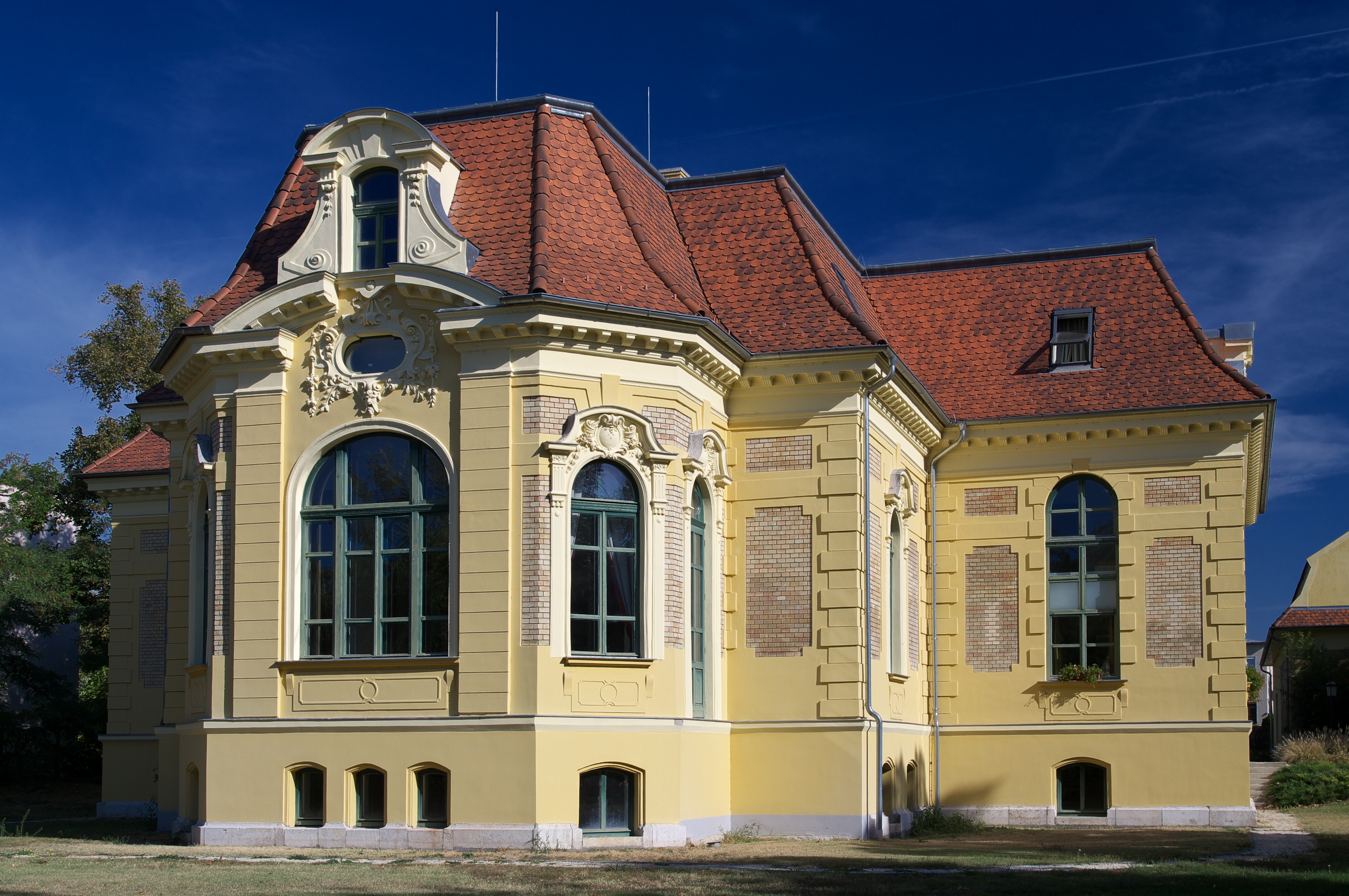
Malonyai-kastély

- Malonyai-kastély
- Árpád-házi Szent Erzsébet templom
- Bolgárkerék-emlékmű
- Petőfi Sándor-szobor
- Szent László-szobor

## Díszpolgárok

A Malonyai-kastély bejárata

- Cseh László
- Kovács László
- Dr. Kucerova Sznezsana
- Stoffán Antal
- Oláh Kálmán
- Bundev Todorov Ivánné
- Kirnyán József
- Török Istvánné

## Testvérvárosok
- Oggiono, Olaszország
- Leisnig, Németország
- Rousínov, Csehország
- Illyefalva, Románia
- Polikraiste, Bulgária
- Nikápoly, Bulgária
- Sepsiszentkirály, Románia
- Topolya, Szerbia

## Sport
- Halásztelek FC
- Halásztelki Box Club
- Cseh László
- Hárai Balázs
- Németh Ferenc

## Zene és művészet

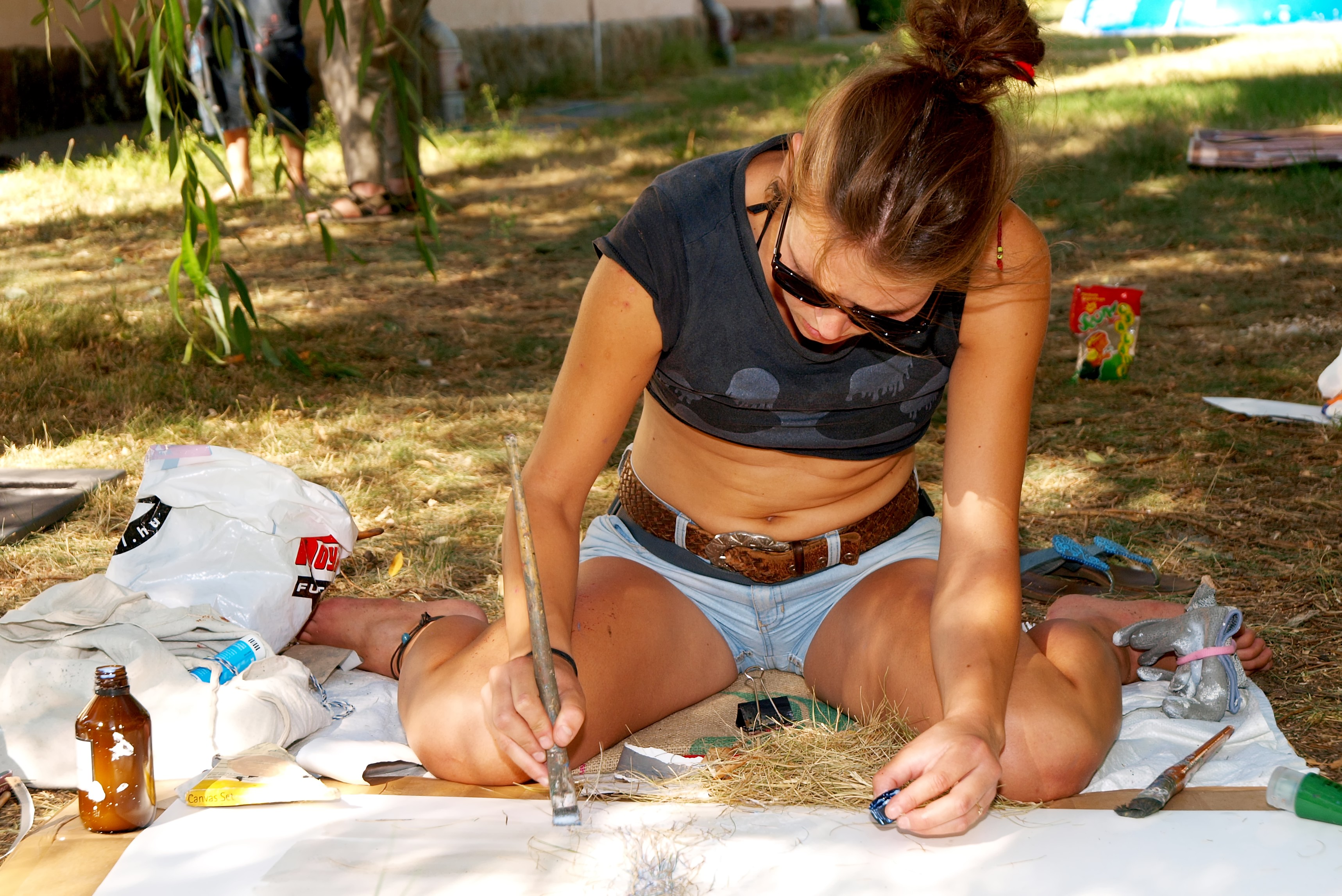

A Halásztelki Összművészeti és Kulturális Egyesület alapító tagjai elsősorban Halásztelken élő és alkotó művészemberek. Az Egyesület tevékenysége felöleli a képző-, tánc-, zene-, fotó- és iparművészet területét egyaránt. Az Egyesület a tagok életkorát, műveik témáját, koncepcióját nem határozza meg. Egyetlen stílus, művészcsoport vagy művészeti ideológia mellett sem kötelezik el magukat. Több művészegyéniség jelenléte biztosítja a folytonosságot. Nem képeznek zárt csoportot, hanem tehetségek bevonásával növelik a pártoló tagok és a munkában résztvevők számát.  
A Halásztelki Zeneiskola több évtizede működik Halásztelken. A kezdetekben kevés diák volt, kevés hangszeren lehetett tanulni, de mára már több zenekar alakult. Minden évben megrendezésre kerül a (most már) nemzetközi kamarazene tábor, mely egy hétig tart és melyen részt vesznek tanítványaink és a testvérvárosi zeneiskola tagjai és zenekarai. A tábor végét egy zárókoncert zárja.
Bel Canto Kamarakórus.

## Halásztelek az irodalomban
Bakó Gábor (2010): Halásztelek – Helytörténet, földtan, élővilág, táj-felszín alapú változások Halásztelek, kiadja Halásztelek Város Önkormányzata. 183 p.
Bakó Gábor – Eiselt Zoltán (2006): Halásztelek környezeti állapotának vizsgálata 2007–2009 1–170. o. (An environmental study of Halásztelek), Szent István Egyetem, Gödöllő. Megbízó: Halásztelek Település Önkormányzata
Holakovszky László (2015): Herminateleptől Halásztelekig, 162 o.
Mizsei Zsuzsanna (2012): Az én Diófasorom, 298 o.